# 山のスケッチ
「山のスケッチ」（やまのスケッチ）は、日本の楽曲。作詞：若谷和子、作曲：内藤法美、編曲：新谷俊治。歌：杉並児童合唱団。1969年8月-9月、NHK『みんなのうた』で紹介された。
山を舞台に、朝・昼・夜の登山家の気持ちを、大らかに歌った楽曲。『みんなのうた』の映像は実写にしてモノクロである。初放送以来、長期に渡って通常枠では再放送されなかったが、2011年8月 - 9月、地上波では実に42年ぶりに再放送された。なおこの間、衛星第2テレビの『なつかしのみんなのうた』で、2006年9月5日・12月27日・2007年1月3日の3回に渡って、『あしたに賭ける数え歌』と共に放送された。